# 黃暐婷 (作家)
黃暐婷（1984年—），台灣作家，國立成功大學台灣文學系學士，國立東華大學創作與英語文學研究所藝術碩士。創作作品以小說為主，也有创作散文。

## 著作
- 人物傳記《旅人之歌：音樂家簡文彬的非虛構人生》（台北：時報文化，2023）
- 長篇小說《少年與時間的洞穴》（台北：時報文化，2020）
- 短篇小說《捕霧的人》（台北：九歌，2016）

## 獲獎及榮譽
- 2020年：《少年與時間的洞穴》獲2020Openbook年度好書獎入圍[4]
- 2017年：《捕霧的人》獲2017台北國際書展大獎小說類入圍[5]，2017法蘭克福書展臺灣館入選書[6]，BOOKS FROM TAIWAN, Summer 2017[7][8]
- 2016年：〈綑綁〉入選《九歌104年散文選》
- 2015年：〈綑綁〉獲第十一屆林榮三文學獎散文獎二獎[9]；〈地下社會〉獲2015鍾肇政文學獎短篇小說獎二獎；〈水溝之家〉獲第十四屆大武山文學獎短篇小說獎推薦獎；〈魚水〉獲第四屆臺中文學獎文學創作獎小說類佳作
- 2014年：〈壞圓規〉獲第四屆臺南文學獎短篇小說獎佳作
- 2013年：〈小火慢燉〉獲第九屆林榮三文學獎小品文獎[10]

## 外部連結
- OKAPI【新手上路】《捕霧的人》黃暐婷：文學是自由的，可以有很多方式 （页面存档备份，存于）
- 黃暐婷捕霧的人 平凡讓人感動
- 聯副【書評〈小說〉】賴鈺婷/當霧來的時候
- 聯副【書評・小說】吳鈞堯／時間的蓮蓬頭